# Pensby
Pensby – wieś w Anglii, w hrabstwie ceremonialnym Merseyside, w dystrykcie metropolitalnym Wirral. Leży 11 km na południowy zachód od centrum Liverpool i 287 km na północny zachód od Londynu. W 2001 miejscowość liczyła 6900 mieszkańców.